# نضوب الأوزون والتغير المناخي
نضوب الأوزون والتغير المناخي، أو ثقب الأوزون والاحتباس الحراري كمصطلحات أكثر تداولًا، هما تحديان بيئيان دُرست وقورنت وتبينت الصلات بينهما من حيث التنظيم العالمي مثالًا في مختلف الدراسات والكتب.
هناك اهتمام علمي واسع النطاق بتحسين لوائح ضبط التغير المناخي، ونضوب الأوزون وتلوث الهواء، إذ إن علاقة البشر مع المحيط الحيوي بوجه عام تعتبر ذات أهمية تاريخية وسياسية. حتى عام 1994، كانت المناقشات القانونية بشأن اللوائح التنظيمية المتعلقة بتغير المناخ ونضوب الأوزون وتلوث الهواء توصف على أنها «ضخمة» وتم تقديم ملخص مشترك.
هناك بعض أوجه التشابه بين كيمياء الغلاف الجوي والانبعاثات بشرية المنشأ في المناقشات التي جرت والمحاولات التنظيمية التي وُضعت. أكثر ما يثير الأهمية هو أن الغازات المسببة لهاتين المشكلتين لها أعمار طويلة بعد انبعاثها في الغلاف الجوي، مما يتسبب بمشاكل يصعب عكسها. حصدت اتفاقية فيينا لحماية طبقة الأوزون وبروتوكول مونتريال الذين عدّل عليها نجاحًا، في حين أن بروتوكول كيوتو بشأن تغير المناخ البشري قد فشل إلى حد كبير. تُبذل حاليًا جهودٌ لتقييم الأسباب وتضافر الجهود، فيما يتعلق مثلًا بتقديم تقارير البيانات ورسم السياسات ومواصلة تبادل المعلومات. في حين يميل عامة الناس للنظر إلى الاحتباس الحراري العالمي على أنه وجهٌ من أوجه نضوب الأوزون،  فإن الأوزون والمواد الكيميائية مثل الكلوروفلوروكربونات وغيرها من أنواع الهالوكربون، التي تعتبر مسؤولة عن نضوب الأوزون، تشكل غازات الاحتباس الحراري الرئيسية علاوة على ذلك، فإن المستويات الطبيعية لطبقة الأوزون في كل من طبقة الستراتوسفير وطبقة التروبوسفير لها تأثير احتراري.

## النهج السياسي
هناك روابط وفوارق رئيسية بين نضوب الأوزون والاحترار العالمي والطريقة التي يعالج بها التحديان. في حالة نضوب الأوزون في الغلاف الجوي، وفي حالة من عدم اليقين الشديد والمقاومة الشديدة، فشلت محاولات وضع لوائح تنظيمية تخص تغير المناخ على الصعيد الدولي مثل بروتوكول كيوتو في خفض الانبعاثات العالمية. كانت اتفاقية فيينا لحماية طبقة الأوزون وبروتوكول مونتريال قد وقعتا في الأصل من قبل بعض الدول الأعضاء في الأمم المتحدة (43 دولة في حالة بروتوكول مونتريال في عام 1986)، في حين حاولت كيوتو خلق اتفاقية عالمية من الصفر. تم التوصل إلى اتفاق بين الخبراء بشأن مركبات الكلوروفلوروكربون على شكل «التقييم العلمي لنضوب الأوزون» بعد فترة طويلة من اتخاذ الخطوات التنظيمية الأولى، وفي 29 ديسمبر عام 2012، صادقت جميع بلدان الأمم المتحدة بالإضافة إلى جزر كوك، والكرسي البابوي، ونييوي، والاتحاد الأوروبي فوق الوطني على بروتوكول مونتريال الأصلي. صادقت تلك البلدان أيضًا على تعديلات البروتوكول في لندن وكوبنهاغن ومونتريال. حتى 15 نيسان من العام 2014، لم تصادق اثنتان من الدول الأطراف على تعديلات بكين.
بعد اتفاقية فيينا، حولت الصناعات الهالوكربونية موقفها وبدأت في دعم بروتوكول للحد من إنتاج مركبات الكلوروفلوروكربون. تصرفت شركة دوبونت المصنعة الأمريكية بسرعة أكبر من نظيراتها الأوروبية. حول الاتحاد الأوروبي موقفه بعد أن تخلت ألمانيا التي تمتلك صناعة كيماوية كبيرة عن دفاعها عن صناعة مركبات الكلوروفلوروكربون وبدأت في دعم المزيد من اللوائح التنظيمية. حاولت الحكومة والصناعة في فرنسا والمملكة المتحدة الدفاع عن صناعاتها المنتجة لمركبات الكلوروفلوروكربون حتى بعد توقيع بروتوكول مونتريال.
كانت اتفاقية فيينا قد وٌضعت قبل التوصل إلى توافق آراء علمي بشأن ثقب الأوزون. بل على العكس من ذلك، حتى الثمانينات، كان الاتحاد الأوروبي، وناسا، وشركة ناس، وبرنامج الأمم المتحدة للبيئة، والمنظمة العالمية للأرصاد الجوية، والحكومة البريطانية قد أصدروا تقارير علمية تحمل استنتاجات متشعبة. كان للسير روبرت (بوب) واتسون، مدير شعبة العلوم في ناسا، دور حاسم في عملية التوصل إلى تقييم موحد.

## السياسات وتوافق الآراء
نجح بوب واتسون في توحيد مجتمع العلوم الدولي في عام 1985 للتعامل مع مشكلة ثقب الأوزون قبل التوصل إلى توافق في الآراء.
كتب آنت إلزينغا في عام 1996 عن توافق الآراء، بأن الفريق الحكومي الدولي المعني بتغير المناخ حاول في تقريريه السابقين اتباع نهج عالمي في توافق الآراء إزاء العمل المناخي. في عام 1997، أشار ستيفن شنايدر وبول إنز. إدواردز إلى أنه بعد تقديم تقرير التقييم الثاني للجنة الأمم المتحدة المختصة بدراسة تغير المناخ، حاولت مجموعة الضغط المتمثلة في التحالف العالمي للمناخ وعدد قليل من العلماء «المنكرين للتغير المناخي» التشكيك في نتائج التقرير. وأشاروا إلى أن الهدف من الفريق الحكومي الدولي المعني بتغير المناخ هو تمثيل المجموعة الكاملة من الرأي العلمي الموثوق به، وإن أمكن، التوصل إلى توافق في الآراء.
في عام 2007، قارن راينر غروندمان بين الإجراءات المناخية المتبعة في أوروبا والولايات المتحدة، وفسر هذا التقاعس إلى جانب الإجماع القائم، وأشار إلى الأجندة السياسية التي قادت الولايات المتحدة نحو سياسات تغير المناخ. إن الوضوح الكبير للعلماء المتشككين في وسائل الإعلام يتجاوب مع تلك الفكرة؛ كتب راينر أيضًا أن ألمانيا وضعت أهدافًا طموحة، وقللت من انبعاثاتها، لأن «التقارير المتوازنة» أدت إلى تحيز في التغطية المتعلقة بتغير المناخ لصالح الحجج المتشككة ضمن الولايات المتحدة، ولكن ليس كثيرًا في ألمانيا. إضافة إلى ذلك، أشار غروندمان إلى أنه بعد تحذيرات من علماء في عام 1986، كلف البرلمان الألماني جماعة «التحوط لحماية الغلاف الجوي للأرض»، بتقييم الوضع، وتتألف هذه الجماعة من علماء وسياسيين وممثلين عن مجموعات المصالح. بعد ثلاث سنوات، أحدث التقرير أثرًا في تقييم الوضع الفني في مجال أبحاث المناخ، وتقييمًا للتهديد المتمثل في التغير المناخي، فضلًا عن اقتراحات لتحقيق أهداف واضحة للحد من الانبعاثات، إلا أنه يقول إنه لم يكن هناك توافق في الآراء، وعزا نجاح التقرير إلى اتخاذ إجراءات وقائية قوية، وأنه لم يشارك فيها أيّ من الجهات العلمية الخارجية أو منكري التغير المناخي.
لم يتم تطبيق نموذج خطي لصنع القرار السياسي يستند إلى موقف مفاده أنه «كلما زادت معرفتنا، كلما كانت الاستجابة السياسية أفضل»، في حالة الأوزون. ركزت عملية تنظيم مركبات الكلوروفلوروكربون أكثر على إدارة الجهل والشكوك كأساس لاتخاذ القرارات السياسية، حيث تم أخذ العلاقات بين العلم، و(قلة) الفهم العام والسياسات العامة بعين الاعتبار على نحو أفضل. في الوقت نفسه، أقرر لاعب ذو دور في عملية الفريق الحكومي الدولي المعني بتغير المناخ، مايكل أوبنهايمر، ببعض أوجه القصور في نهج توافق آراء الفريق الحكومي، وطالب بإجراء تقييمات أصغر ومتوافقة لمشاكل خاصة بدلًا من تكرار النهج الواسع النطاق كل ست سنوات. أصبح من المهم أكثر توفير نطاق استكشاف أوسع للشكوك. يرى آخرون أيضًا فوائد مختلطة (إيجابيات وسلبيات) في السعي للتوصل إلى توافق في الآراء في إطار عملية الفريق الحكومي الدولي المعني بتغير المناخ، وطالبوا بإدراج مواقف معارضة أو أقلية، أو بتحسين البيانات المتعلقة بالحالات المشكوك بها.

## الرأي العام
حققت مشكلتان في الغلاف الجوي مستويات فهم مختلفة بين الرأي العام، بما في ذلك المسائل الأساسية المتعلقة بالعلم والسياسات. إن الناس لديهم معرفة علمية محدودة بشأن الاحترار العالمي ويميلون إلى خلطه أو النظر إليه كأحد أوجه ثقب الأوزون. ليس فقط على الصعيد السياسي، بل حققت اللوائح التنظيمية بخصوص الأوزون نجاحًا أفضل كثيرًا من أداء تغير المناخ بين الرأي العام. ابتعد الأمريكيون طواعية عن استخدام بخاخات الهواء المضغوط قبل فرض اللوائح التنظيمية، في حين فشل تغير المناخ في تحقيق فهم علمي أوسع نطاقًا أو في إثارة مخاوف مماثلة.